# Công viên quốc gia Wolin
Công viên quốc gia Wolin (tiếng Ba Lan: Woliński Park Narodowy) là một trong 23 Công viên Quốc gia ở Ba Lan, nằm trên đảo Wolin ở phía tây bắc của đất nước, ở Tây Pomeranian Voivodeship. Nó được thành lập vào ngày 3 tháng 3 năm 1960 và có diện tích 109,37 kilômét vuông (42,23 dặm vuông Anh). Công viên có trụ sở tại thị trấn Misdroy.
Công viên có hệ động thực vật đa dạng. Các điểm tham quan của nó bao gồm các vách đá biển Gosań và Kawcza Góra, và một khu bảo tồn khôn ngoan (bò rừng châu Âu).

## Động vật
- Hệ động vật của Wolin rất khác biệt và được đại diện phong phú bởi các loài quý hiếm. Đường bay chính của các loài chim dọc theo bờ biển Baltic băng qua đảo.
- Các trạm của bọ cánh cứng lớn nhất Ba Lan - bọ cánh cứng (Lucanus servus), là ví dụ của thế giới côn trùng phong phú.
- Vùng nước của vịnh Pomeranian là sinh cảnh của nhiều loài.

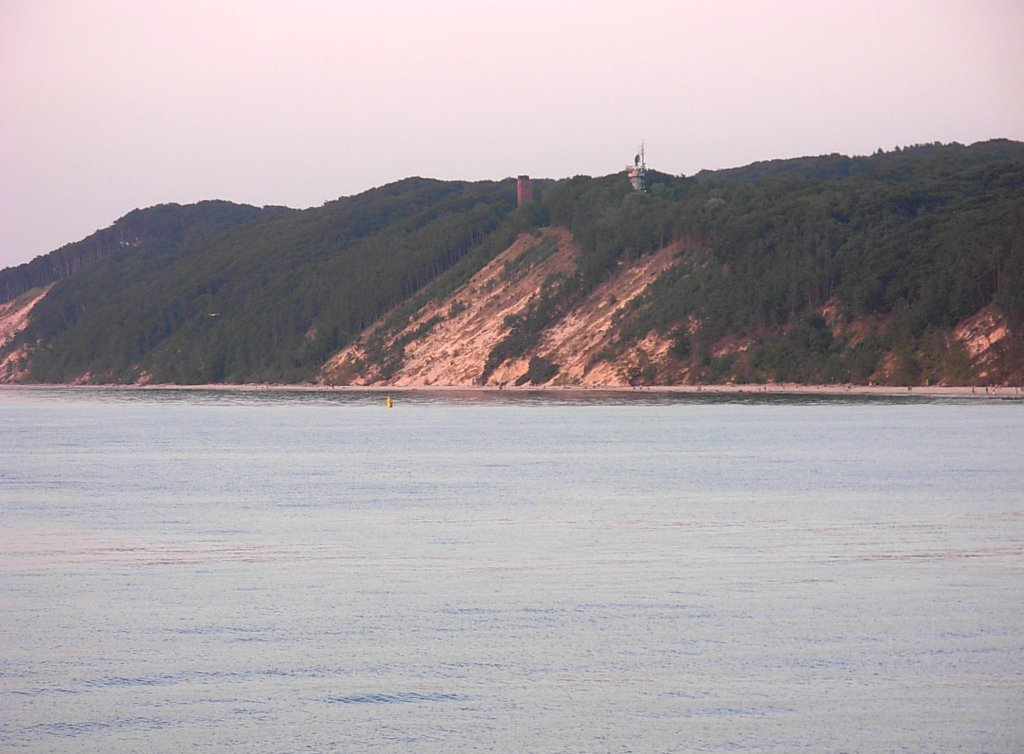
Vách đá biển
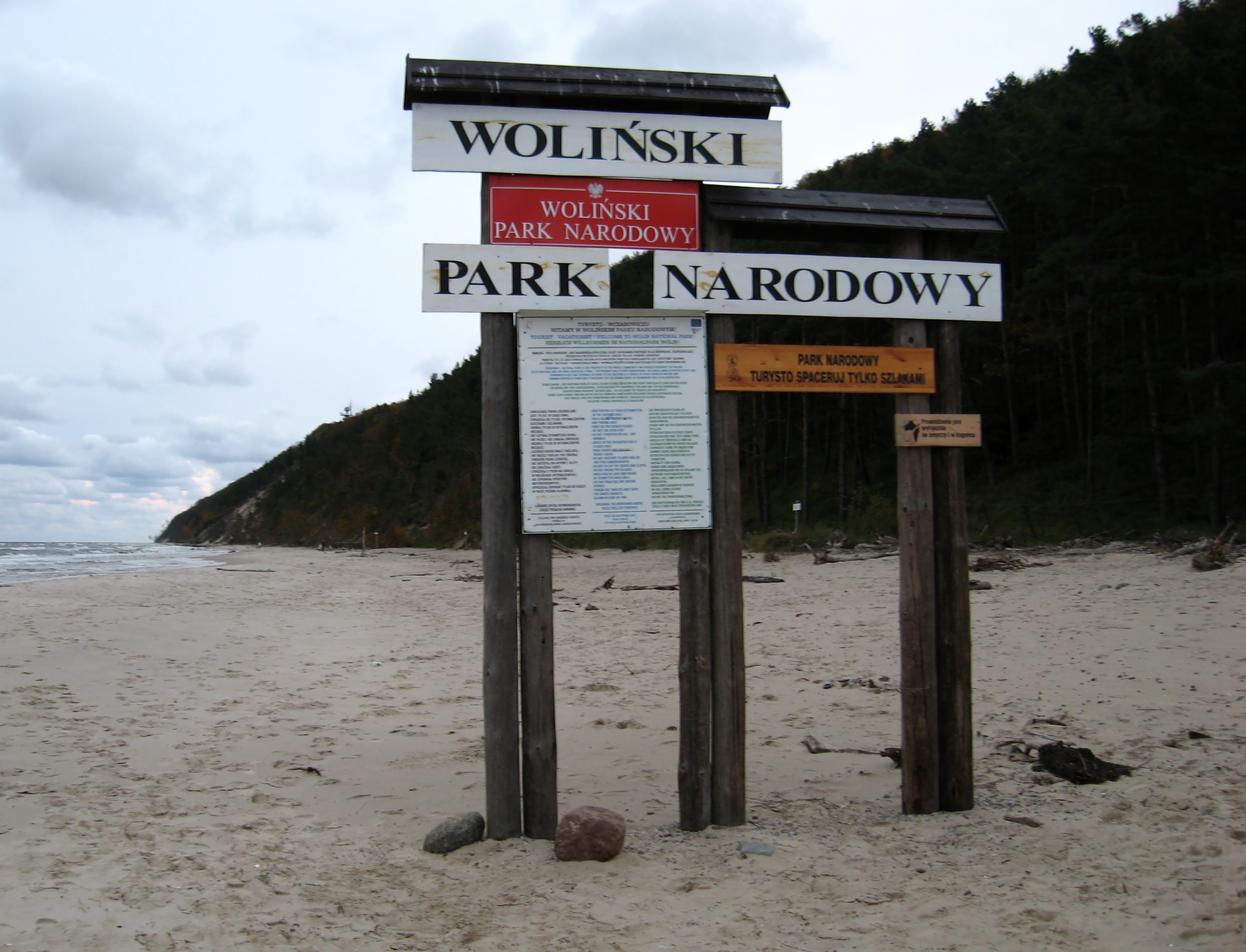
Lối vào công viên tại bãi biển Misdroy
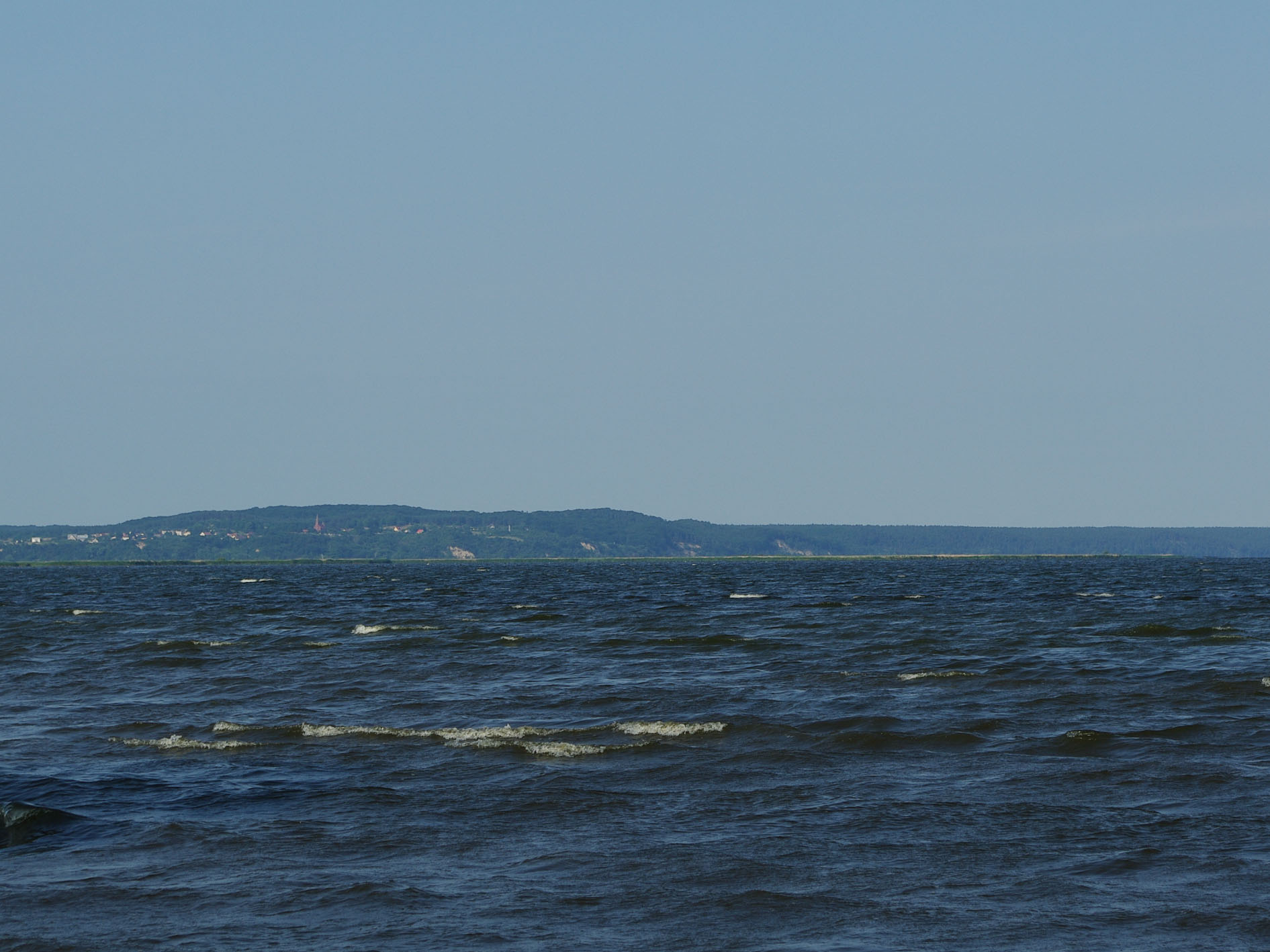
Đồi Lubin-Wapnica